# Beit Polska
Związek Postępowych Gmin Żydowskich „Beit Polska” – związek wyznaniowy o strukturze federacji gmin żydowskich, zrzeszający postępowych żydów. Siedziba stowarzyszenia znajduje się w Warszawie, w Polsce.
Związek został oficjalnie powołany 16 kwietnia 2008 w Warszawie, przez ponad 100 osób. Prace nad utworzeniem związku wyznaniowego trwały od połowy 2007. 30 lipca 2009 związek został wpisany do Rejestru kościołów i innych związków wyznaniowych pod numerem 171.
Naczelnym rabinem Beit Polska był Burt Schuman. W latach 2008–2009 prezesem był Paweł Szapiro, a od 15 listopada 2009 Małgorzata Łubińska.
Beit Polska przeprowadza konwersje na judaizm. Wielu członków tej organizacji to osoby, które przyjęły judaizm: zarówno osoby mające żydowskich przodków, jak i niemający takowych.
Do Beit Polska należą: Beit Warszawa, Beit Trójmiasto, Beit Kraków oraz Beit Konstancin.

## Kontrowersje
Próba rejestracji Związku Postępowych „Beit Polska” spotkała się z ostrym sprzeciwem ze strony Związku Gmin Wyznaniowych Żydowskich w RP, który domagał się unieważnienia rejestracji. Krytyka ta stała się punktem wyjścia większego sporu o tożsamość żydowską w Polsce.